# Karl Bader (Politiker)

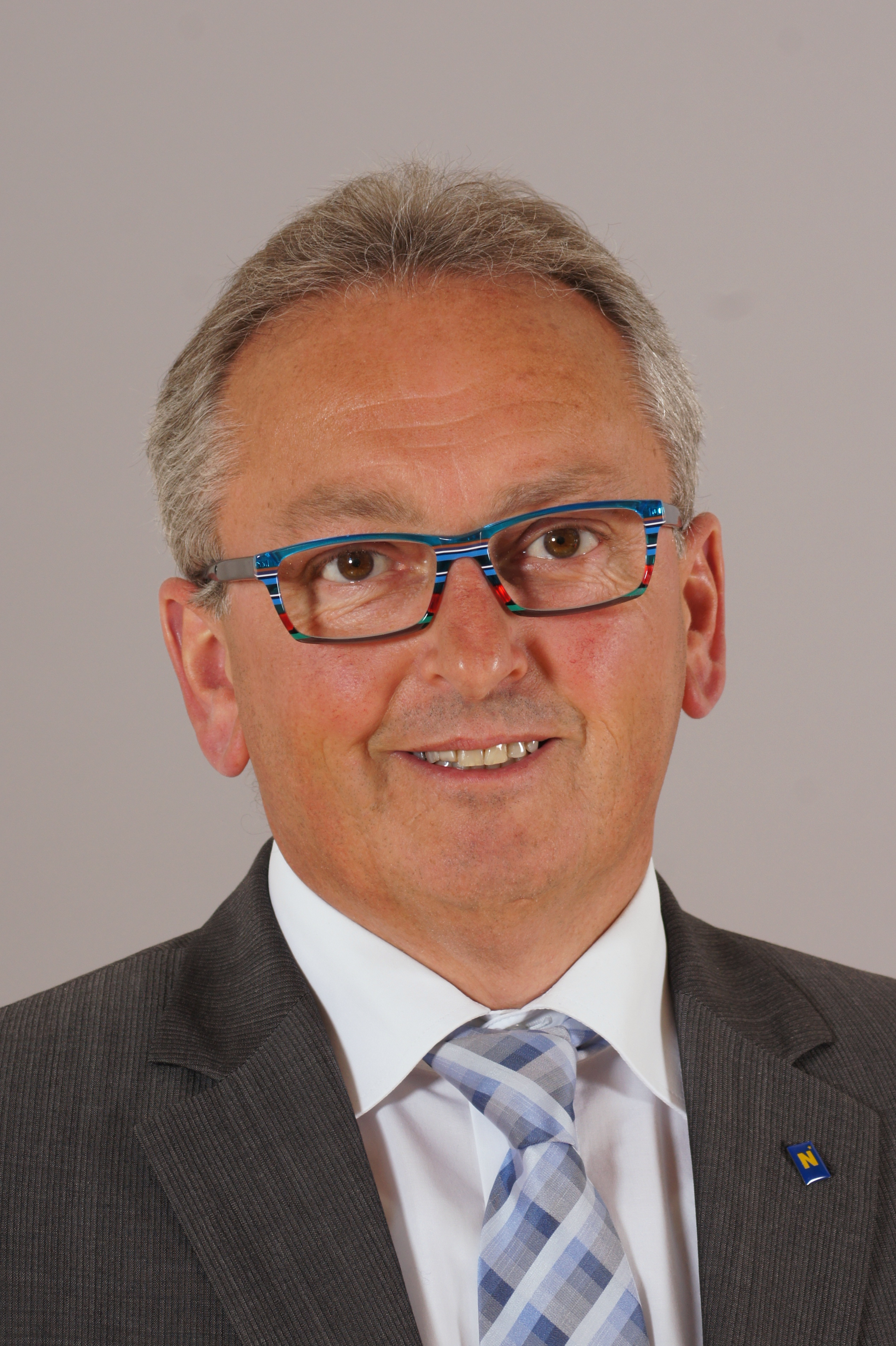
Karl Bader (2013)

Karl Bader (* 4. Jänner 1960 in Lilienfeld, Niederösterreich) ist ein österreichischer Politiker (ÖVP). Von 2003 bis 2008 war er vom Landtag von Niederösterreich entsandtes Mitglied des Bundesrates, von 2008 bis 2018 war er Landtagsabgeordneter, von 2018 bis März 2023 war er erneut Mitglied des Bundesrates. Im zweiten Halbjahr 2019 fungierte er als Präsident des Bundesrates.

## Ausbildung und Beruf
Nach der Volksschule in seinem Heimatort Rohrbach besuchte Bader die Hauptschule im Nachbarort Hainfeld, ehe er an das Oberstufenrealgymnasium in St. Pölten wechselte. Dort maturierte er im Jahr 1978. Den anschließenden Besuch der Pädagogischen Akademie in Baden schloss er im Jahr 1981 mit der Lehramtsprüfung für Hauptschule ab.
Nach seinem Präsenzdienst arbeitete Bader seit 1982 als Hauptschullehrer für Englisch, Geographie und Geschichte an der Hauptschule in St. Veit an der Gölsen, deren Direktor er im Jahr 2003 wurde. Aufgrund seiner politischen Aktivitäten ist Bader seit 1. Jänner 2004 ohne Bezüge außer Dienst gestellt.

## Politische Ämter
Bader war zunächst von 1985 bis 1987 geschäftsführendes Mitglied des Gemeinderates von Rohrbach an der Gölsen, ehe er zum Vizebürgermeister aufstieg. Von 1990 bis Ende 2023 war er Bürgermeister. Seit 2003 ist er Parteiobmann der ÖVP im Bezirk Lilienfeld.
Am 24. April 2003 zog Bader als Nachfolger von Margarete Aburumieh als Vertreter Niederösterreichs in den österreichischen Bundesrat ein, dem er bis 9. April 2008 angehörte. Ab 2008 war er als Ersatz für ein Regierungsmitglied Abgeordneter zum Landtag von Niederösterreich.
Schwerpunkte von Baders Politik liegen in den Bereichen Landesverteidigung, Wirtschaft und Arbeit, Bildung und Kultur sowie Frauenangelegenheiten.
Nach der Landtagswahl in Niederösterreich 2018 schied er aus dem Landtag aus und wechselte in den Bundesrat. Im Mai 2018 wurde er zum Nachfolger von Edgar Mayer als Vorsitzender der Bundesratsfraktion der ÖVP ab 1. Oktober 2018 gewählt. Mit 1. März 2023 folgte ihm Karlheinz Kornhäusl als Vorsitzender der ÖVP-Bundesratsfraktion nach.
Nach der Landtagswahl in Niederösterreich 2023 schied er aus dem Bundesrat aus.

## Auszeichnungen
- 2019: Silbernes Komturkreuz des Ehrenzeichens für Verdienste um das Bundesland Niederösterreich[6]
- 2023: Alois-Mock-Plakette[7]